# Aleksandr Truskavetsky
Aleksandr Truskavetsky (* 23. Februar 1985 in Simferopol) ist ein ukrainischer Schachspieler.

## Leben
Vom 16. bis zum 24. Mai 2005 nahm er an der Meisterschaft der Ukraine teil, schaffte es bis zum Halbfinale und beendete das Turnier mit 7 Punkten von 9 und dem zweiten Platz. Vom 24. August bis 2. September 2005 nahm er an der Einzelausscheidung der Landesmeisterschaft der Ukraine in Rivne teil, Sieger wurde Oleksandr Areschtschenko.
Seit Juli 2004 trägt er den Titel Internationaler Meister. Die Normen hierfür erzielte er in Turnieren in Simferopol im Januar 2002, Januar 2003 und Januar 2004.
Bei der ukrainischen Mannschaftsmeisterschaft spielte Truskavetsky 2001 und 2002 für Blik Simferopol, 2003 für die Mannschaft der Ingenieur- und pädagogischen Universität Simferopol, 2005 für Rodowit Krim sowie 2006 und 2007 für die Nationale Taurische Wernadskyj-Universität.
Seine Elo-Zahl beträgt 2393 (Stand: Dezember 2014), seine bisher höchste war 2420 im Januar 2006.